# Blumenstillleben (Arellano, Dresden)
Das Blumenstillleben von Juan de Arellano ist ein Stillleben des spanischen Barock, das um 1670/1675 gemalt wurde. Das in Öl auf Leinwand ausgeführte Gemälde ist 85 Zentimeter hoch und 105 Zentimeter breit. Es gehört seit 2006 zur Sammlung der Gemäldegalerie Alte Meister in Dresden, wo es Teil einer der bedeutendsten Sammlungen spanischer Gemälde in Deutschland ist. Dort wird es unter der Gal.-Nr. 2006/01 geführt.

## Beschreibung
Das Gemälde zeigt vor einem dunklen, neutralen Grund einen auf einem Steinsockel stehenden geflochtenen Korb, der überbordend mit Blumen gefüllt ist. Zu diesen gehören neben weiteren Schneeball, Tulpen, Rosen, Nelken, Kornblume, Glockenblume, Hyazinthen, Iris, Anemonen, Jasmin und Kirschblüten. Einige Blütenzweige sind auf den steinernen Sockel hinabgefallen. Das Geflecht des Korbes ist äußerst filigran, so dass es den Blick auf die Blütenfülle im Inneren freigibt und nicht für den Alltagsgebrauch nutzbar wäre. Auch bei der Blütendarstellung geht es Arellano nicht um einen vordergründigen Realismus, da deren Wiedergabe weniger exakt ist als bei niederländischen Vorbildern und die gezeigten Pflanzen zu unterschiedlichen Zeiten blühten. Die Blüten sind so angeordnet, dass sie sich kaum überschneiden und einzeln zur Geltung kommen. Dominant ist ein Gewebe von Rot- und Weiß-Akzenten, in dem die anderen Farben sparsam und begrenzt eingesetzt werden.
Der Erhaltungszustand des Gemäldes ist gut. Der graue Hintergrund weist einige Retuschen auf, insbesondere rechts neben dem Korb und an den Bildrändern. In den Hortensienblüten sind Farbaufträge und Akzentuierungen zu erkennen, die auf Überarbeitungen hindeuten. An den Rändern weist die Farbschicht eine überretuschierte Einkerbung bzw. Kante auf. Seit 2008 wird das Gemälde in einem neu angefertigten Galerierahmen gezeigt. Das Bild ist unten auf dem Steinsockel signiert.

## Hintergrund
Die Stilllebenmalerei war ein bedeutender Zweig der spanischen Kunst. Bereits in Gemälden von Künstlern wie Antonio de Pereda und Diego Rodríguez de Silva y Velázquez ist die wirklichkeitsnahe Schilderung von Alltagsgegenständen und Früchten ein bedeutender Aspekt. Von Francisco de Zurbarán sind sogar einige autonome Stillleben bekannt. Bedeutend sind in diesem Bereich aber vor allem die Spezialisten wie Juan Sánchez Cotán, Juan van der Hamen y León und Arellano. Von letzterem sind abgesehen von zwei religiösen Darstellungen und einem Früchtestillleben nur Blumenstillleben bekannt.
Arellano schuf seine zahlreichen Stillleben nach Standardformaten. Das Dresdener Bild weist das Standardformat für die großen Blumenkörbe auf. Meist konzipierte er Bildpaare, die Standardisierung des Formats erschwert jedoch die Identifizierung eines Gegenstücks. Der graue Hintergrund, der relativ hell gehalten ist, ermöglicht die Datierung in das Spätwerk Arellanos. Das Dresdener Blumenstillleben dürfte zu seinen spätesten Werken gehören. Es steht in Verbindung zu weiteren Blumenkörben im Museo del Prado und einem Korbbild im Museo de Bellas Artes de Bilbao. Letzteres ist auf 1671 datiert. Diese Gemälde sind jedoch deutlich präziser in der Blumendarstellung, den Details und der Ausdifferenzierung von Licht und Schatten. In den letzten Arbeiten des Künstlers wird die Behandlung des Motivs freier. Die Blau-Rot-Kontraste in den Schattenzonen, die das Dresdener Bild aufweist, lassen sich auch bei denen in Madrid und Bilbao finden.

## Provenienz
Die Provenienz von Arellanos Blumenstillleben ist weitestgehend ungeklärt. Ingvar Bergström gab 1970 ohne nähere Angaben eine Herkunft aus spanischem Privatbesitz an. Danach befand sich das Gemälde in einer rheinischen Privatsammlung. 2006 wurde das Werk mit Unterstützung der Freunde der Staatlichen Kunstsammlungen Dresden, der Ernst von Siemens Kunststiftung und der Kulturstiftung der Länder für die Gemäldegalerie Alte Meister erworben, wo es die bisher letzte Ergänzung der 34 Werke umfassenden Sammlung spanischer Malerei darstellt. Damit ist ein in deutschen Sammlungen wenig präsenter Zweig der spanischen Malerei – die bedeutende Stilllebenmalerei – in der Dresdener Galerie vertreten.